# Sebkha Sidi El Hani
 (mars 2014).
Si vous disposez d'ouvrages ou d'articles de référence ou si vous connaissez des sites web de qualité traitant du thème abordé ici, merci de compléter l'article en donnant les références utiles à sa vérifiabilité et en les liant à la section « Notes et références ».
La sebkha Sidi El Hani (arabe : سبخة سيدي الهاني) est une dépression salée située dans la région du Sahel tunisien, à 25 kilomètres au sud-ouest de la ville de Sousse et à 25 kilomètres au sud-est de la ville de Kairouan. D'une superficie de 36 000 hectares, elle est formée de trois dépressions : la sebkha Sidi El Hani stricto sensu, la sebkha Souassi et la sebkha Dkhila. Alimentée par plusieurs oueds, tels l'oued Chrita, l'oued Mansoura et l'oued Oum El Mellah, elle ne retient l'eau sur toute l'année qu'occasionnellement.
La zone est désignée site Ramsar le 2 février 2012.

## Faune
La remarquable faune est essentiellement ornithologique :
- le flamant rose (Phoenicopterus roseus), un nicheur durant les années pluvieuses ;
- la fauvette mélanocéphale (Sylvia melanocephala) ;
- l'étourneau unicolore (Sturnus unicolor) ;
- le rougequeue de Moussier (Phoenicurus moussieri) ;
- la grue cendrée (Grus grus) ;
- le pluvier à collier interrompu (Charadrius alexandrinus) ;
- le canard souchet (Anas clypeata).

La sebkha abrite aussi une population d'artémie (Artemia salina), un crustacé des milieux salés extrêmes.

## Flore
Des plantes aquatiques appartenant aux genres Phragmites, Typha et Tamarix poussent aux abords des plans d'eau et disparaissent en période sèche. La végétation des plaines est halophyte et composée des espèces suivantes : Atriplex halimus, Atriplex glauca, Arthrocnemum macrostachyum, Suaeda fruticosa (en) et d'autres espèces de salicornes.